# Sicherheitsintegrität
Sicherheitsintegrität bezeichnet nach Teil 4 der EN 61508 die Wirksamkeit der Sicherheitsfunktionen eines sicherheitsbezogenen Systems unter anforderungsgemäßen Bedingungen. Sie wird im Sicherheitsnachweis dokumentiert.
Um Schutzfunktionen hinsichtlich ihrer Sicherheitsintegrität einzustufen, werden Sicherheitsintegritätslevel verwendet.
Das Niveau der Sicherheitsintegrität muss so festgelegt werden, dass die Häufigkeit von gefahrbringenden Vorfällen durch Versagen der sicherheitsbezogenen Systeme so niedrig ist, dass das Risiko die als tolerierbar festgesetzte Grenze nicht überschreitet (Tolerable Hazard Rate, siehe Risikomanagement).